# A Vietnámi Köztársaság gazdasága
A Vietnámi Köztársaság (Dél-Vietnám) gazdasága nyitott, fejlődő piacgazdaság volt. 1963 és 1973 között az ország piaca szabad jellegű volt. Mindazonáltal a gazdasági fejlődés alapja a négy, vagy ötéves tervek voltak. A gazdaság az első 10 évben stabilan állt, majd a háború elhúzódása miatt nehézségekbe ütközött . Ennek következtében bizonytalanná vált a gazdasági növekedés, megnőtt az költségvetési hiány mértéke, nagy lett az infláció és a kereskedelmi mérleg hiánya. A dél-vietnámi kormánynak kétszer kellett földreformot végrehajtania. Gazdasági és technikai segítségekkel az Egyesült Államok fontos szerepet játszott az ország gazdaságában.

## Növekedési szakaszok

### 1965 előtt
Az 1965 előtti korszakra a dél-vietnámi GDP gyors emelkedése volt a jellemző. Ehhez a fogyasztási árindex mérsékelt növekedése társult. A Vietnámi Köztársaság korai költségvetési mérlegei általában többletet mutattak, de ez a mérleg 1961-től a deficit irányába billent át. Továbbra is magas maradt a beruházások mértéke, az ipar és a mezőgazdaság is magas növekedési rátákat tudott felmutatni. 1955-ben Ngô Đình Diệm kormánya megalapította a Nemzeti Bankot, az Árfolyamhivatalt, s bevezetett egy új, dél-vietnámi đồng nevű fizetőeszközt, ami a francia indokínai piaszter helyébe lépett, kezdetekkor pedig 1 USD értéke 35 dồng volt. Elkezdték az 1960-ig tartó földreformot. A használaton kívüli földeket kimérték, s felosztották a földművesek között. Egy ember tulajdonában legfeljebb 1 négyzetkilométernyi (100 hektárnyi) földterület lehetett. Az ezen felüli területet el kellett adni a kormánynak, s a kormány az így megszerzett földterületeket tovább adta azoknak a földműveseknek, akiknek szüksége volt rá. A földet megművelőknek és a tulajdonosoknak szerződést kellett kötniük, melynek kötelezően részét képezte a földbérletről szóló bekezdés. A földbirtokok átalakításának az lett a következménye, hogy Dél-Vietnám termőterületének kétharmada a gazdag földbirtokosok tulajdonába került. Ennek következtében Nguyễn Văn Thiệu kormányának ismét földreformot kellett indítania, hogy megváltoztassa ezt a földszerkezetet. 1956-ban a Vietnámi Köztársaság elfogadott egy alkotmányt, mely részletesen szabályozta a Nemzeti Gazdasági Bizottság felállítását. A bizottság élén a Vietnámi Köztársaság elnökhelyettese állt. Az ország ugyanebben az évben csatlakozott a Nemzetközi Valutaalaphoz. 1957. márciusban Ngô Đình Diệm kihirdette Vietnám 1. Elnökének Kiáltványát, melyben külföldi és hazai befektetők figyelmét kívánta arra felhívni, hogy fektessenek be minél nagyobb összegeket az ország területén, s biztosította őket arról, hogy a kormányzat szem előtt tartja a befektetők érdekeit, s ezt a folyamatot támogató döntéseket fog meghozni (előnyös adókulcsok, földbérlet, jövedelemadó...).
Ngô Đình Điệm kormánya exportorientált iparosítási politikát folytatott, céljai között ott volt az import javak hazaival történő helyettesítése s a kereskedelmi protekcionizmus bevezetése. Vámokat és nem vám jellegű költségeket vetettek ki, hogy megakadályozzák a kevésbé tőkeigényes ipari termékek kereskedelmét. Ennek eredményeképp 1961-ben Biên Hòában létrehozták Vietnám első papírgyárát, az An Hao Papírgyárat. Ez biztosította a gazai papírkereslet 30–40%-ának a kielégítését. Ugyanakkor elsőbbséget adtak a gépek, berendezések, alapanyagok importjának, melyek szükségesek voltak a védett iparágak fejlődéséhez. Ugyanakkor számos termék exportja állami támogatást élvezett. Az átváltási árfolyam is az exportot segítette. Az ország exportja 1955 és 1965 között egyenletesen növekedett. A kormány az 1957–1962 közötti ötéves gazdasági tevének ez volt az egyik legfőbb célja.
A Vietnámi Köztársaság gazdasága ezen időszak alatt haladónak mutatkozott, de belső konfliktusok, zavargások (fegyveres összetűzések klikkek között, folyamatos államcsínyek, a Dél-vietnámi Nemzeti Felszabadítási Front egyre nagyobb hatalma) gátat vetett ezen politikák eredményessége elé.

### 1965–1969 közötti időszak

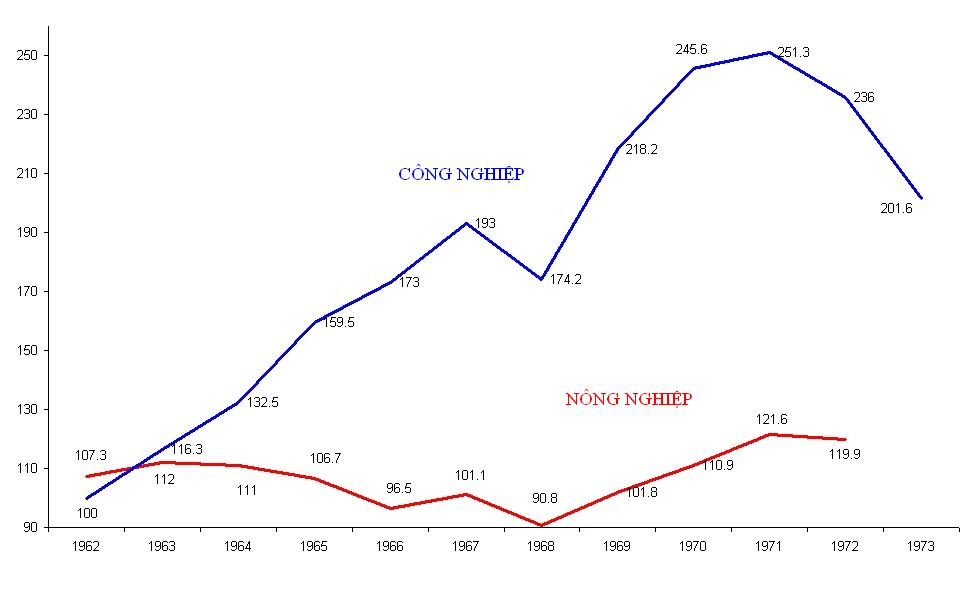
A Vietnámi Köztársaság ipari, mezőgazdasági fejlődésének a trendje

Ebben az időszakban megnőtt a feketegazdaság szerepe, megugrott a költségvetési deficit. A gazdaságot hiperinfláció sújtotta, a fizetőeszközt gyorsan értékelték le, s ennek következtében mély gazdasági válság alakult ki. A háború negatív hatást gyakorolt a gazdasági növekedésre. Mindezek közül leginkább az 1968-as Tet Offenzíva gyakorolta a legrosszabb hatást a gazdaságra.
1965-ben Dél-Vietnám ahelyett, hogy rizst exportált volna, ebből a terményből is behozatalra szorult. A rizst egészen az ország 1975-ös megszűnéséig importálniuk kellett. Ennek az volt az oka, hogy a gabonafélék hozama 1965. és 1968. között lecsökkent. 1968-ban a terményhozamok emelkedni kezdtek, mely leginkább a művelésbe vont terület növekedésével és a terményhozam növekedésével magyarázható. Utóbbi leginkább a műtrágyázás elterjedése, a gépesítés és az új, nagy termelékenységű fajták eredményeképp jött létre. A rizsimport 1975-ig történt fennmaradását az magyarázza, hogy a NFL felügyelete alatt álló területeken növekedett a rizs iránti kereslet, mivel egyre több és több észak-vietnámi katona jött a déli ország területére.
1965-ben felfüggesztették az exportorientált iparosítási politikát, ami számos, újonnan létrehozott iparágban problémákhoz vezetett. Ilyen terület volt a textilágazat, a nádcukorral foglalkozó terület. Ezzel párhuzamosan más iparágak felélesztésére csoportosították át a pénzeket. 1968 és 1972 kivételével ismét növekedett az ipari termelés. Ezekben az években a termelés mértéke stabil maradt, ennek legfőbb indoka a háború (Ted Offenzíva, Észak-Korea légi támadásai).
Ebben az időszakban került sor a kódnevén Bong Lan kampányként (Chiến dịch Bông Lan) elhíresült valutareformra, melynek keretében Nguyễn Văn Thiệu 1966. június 18-án hivatalba lépett kormánya új, a Második Köztársaság bankjegyei néven ismertté vált bankjegysorozatot hozott forgalomba.

### 1969–1975 közötti időszak
Mikor az Egyesült Államok és szövetségesei elhagyták Dél-Vietnámot, az ország gazdaságának nagy keresleti visszaeséssel kellett szembenéznie. Annak ellenére, hogy növekedett a hazai forrású bevétel és az amerikaiaktól is kaptak segélyeket, a költségvetési deficit nagyon megugrott. A kormánynak saját magának kellett a katonai cselekmények hatásait vállalnia. Erre az időszakra a hiperinfláció volt a jellemző. Egy átlagos saigoni ember fogyasztói árindexét alapul véve az infláció elérte a 36,8%-ot. Ez a ráta 1973-ban 44,5% volt A Vietnámi Köztársaság létezésének utolsó évében a kormány importkorlátozásokat vezetett be, serkenteni akarta az exportot és a hazai termékek fogyasztását. Ez egyszerre vezetett az export és az import emelkedéséhez.

## Fordítás
- Ez a szócikk részben vagy egészben  az   Economy of the Republic of Vietnam című angol Wikipédia-szócikk ezen változatának fordításán alapul.  Az eredeti cikk szerkesztőit annak laptörténete sorolja fel. Ez a jelzés csupán a megfogalmazás eredetét és a szerzői jogokat jelzi, nem szolgál a cikkben szereplő információk forrásmegjelöléseként.